# Guglielmo Giombanco
Guglielmo Giombanco (Catania, 15 settembre 1966) è un vescovo cattolico italiano, dal 1º febbraio 2017 vescovo di Patti.

## Biografia

### Formazione e ministero sacerdotale
Nato a Catania, sede dell'omonima arcidiocesi, dopo la maturità magistrale, ha frequentato la Pontificia Università Lateranense dove ha conseguito il baccalaureato in teologia e poi il dottorato in utroque iure.
Il 7 settembre 1991 è stato ordinato sacerdote per la diocesi di Acireale dal vescovo Giuseppe Malandrino nella chiesa madre di Piedimonte Etneo, suo luogo d'origine.
Dopo essere stato vicario episcopale per il culto divino e i sacramenti e vicario giudiziale, nel 2012 è stato nominato vicario generale della diocesi di Acireale.
Il 13 settembre 2012 papa Benedetto XVI lo ha nominato prelato d'onore di Sua Santità.

### Ministero episcopale
Il 1º febbraio 2017 papa Francesco lo ha nominato vescovo di Patti.
Ha ricevuto l'ordinazione episcopale il 20 aprile 2017 nel Santuario di Tindari da Salvatore Gristina, arcivescovo metropolita di Catania, coconsacranti il vescovo Ignazio Zambito, suo predecessore a Patti, e Antonino Raspanti, vescovo di Acireale; contestualmente all'ordinazione, ha preso possesso canonico della diocesi.
Il 17 ottobre 2022 è stato eletto segretario della Conferenza episcopale siciliana.

## Onorificenze
Prelato d'onore di Sua Santità
- 13 settembre 2012

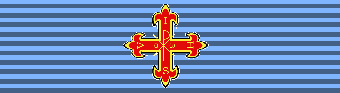

Cavaliere di Gran Croce Ecclesiastico del Sacro Militare ordine Costantiniano di San Giorgio
- 09 febbraio 2019

## Opere
- Il concetto di interpersonalità coniugale nell'attuale legislazione canonica, tesi di dottorato, Roma, Pontificia Università Lateranense, 1995.

## Genealogia episcopale
La genealogia episcopale è:
- Cardinale Scipione Rebiba
- Cardinale Giulio Antonio Santori
- Cardinale Girolamo Bernerio, O.P.
- Arcivescovo Galeazzo Sanvitale
- Cardinale Ludovico Ludovisi
- Cardinale Luigi Caetani
- Cardinale Ulderico Carpegna
- Cardinale Paluzzo Paluzzi Altieri degli Albertoni
- Papa Benedetto XIII
- Papa Benedetto XIV
- Papa Clemente XIII
- Cardinale Marcantonio Colonna
- Cardinale Giacinto Sigismondo Gerdil, B.
- Cardinale Giulio Maria della Somaglia
- Cardinale Carlo Odescalchi, S.I.
- Cardinale Costantino Patrizi Naro
- Cardinale Lucido Maria Parocchi
- Papa Pio X
- Cardinale Gaetano De Lai
- Cardinale Raffaele Carlo Rossi, O.C.D.
- Cardinale Amleto Giovanni Cicognani
- Cardinale Salvatore Pappalardo
- Arcivescovo Salvatore Gristina
- Vescovo Guglielmo Giombanco